# Freie Evangelische Gemeinden in der Schweiz
Der Verband Freie Evangelische Gemeinden in der Schweiz (kurz FEG Schweiz, früher Bund FEG) ist ein gemeinnütziger Verband, der vor allem eigenständige Gemeinden, aber auch befreundete Gemeinden sowie Gemeinden der Inlandmission „Vision Schweiz“ umfasst. Der Verband gehört zur pietistisch-evangelikalen Tradition des Protestantismus. Als evangelische Freikirchen sind sie privatrechtlich organisiert und von anderen Kirchen institutionell unabhängig, verstehen sich aber als Teil der weltweiten Gemeinde Jesu Christi.
Glaubensgrundlage der FEG Schweiz und seiner Gemeinden ist die Bibel. Die Veranstaltungen von Freien Evangelischen Gemeinden stehen allen Interessierten offen. Die Mitarbeit in den Gemeinden und in der FEG Schweiz geschieht aus Überzeugung und vorwiegend ehrenamtlich – mit Zeit, Begabungen und Finanzen.
Die Gemeinden finanzieren sich hauptsächlich aus Spenden ihrer Mitglieder. Die FEG Schweiz unterstützt ihre Gemeinden in geistlicher, personeller und administrativer Hinsicht, und sie gründen neue Gemeinden in der Schweiz, Österreich, Italien, Frankreich, Spanien und Polen. Sie fördert die Gemeinden und ihre Mitglieder, das Evangelium von Jesus Christus zeitgemäss, innovativ und transparent auszuleben und zu kommunizieren.

## Struktur
2017 gab es in der Schweiz 94 Freie Evangelische Gemeinden. Die Gemeinden wurden von rund 12.500 Personen besucht. Etwa 8.000 Personen waren auch Mitglied des örtlichen Gemeindevereins.
Nebst vielen Freiwilligen arbeiten derzeit über 300 Angestellte in den Gemeinden mit, wovon rund 150 mit pastoralen Aufgaben betreut sind. Die lokalen Gemeinden sind rechtlich selbständig und daher finanziell eigenverantwortlich. Der Verband kümmert sich vorwiegend um Aus- und Weiterbildung der Pastoren, Gemeindeberatung und übergemeindliche diakonische Aufgaben wie Kinder-, Jugend-, Erwachsenen-, Familien- und Seniorenarbeit.

## Geschichte
Als erste Vorgängerin der Freien Evangelischen Gemeinden gilt die am 5. Oktober 1817 gegründete, in ihrer Theologie und Organisationsform vom schottischen Kongregationalisten Robert Haldane geprägte Eglise du Bourg-de-Four in Genf. Die Gründung dieser neuen Gemeinschaften geht vorwiegend auf das Wirken von Karl von Rodt (1805–1861) zurück, der ab 1833 verschiedene freie erweckliche Gemeinden gründete. Die erste Freie Evangelische Gemeinde entstand aus der kleinen frankophonen Eglise de Dieu in Bern, welche vom Evangelisten Jean-François Ronget geleitet wurde. Ihre urkundliche Ersterwähnung geht auf den September 1828 zurück. Diese Gemeinde wurde 1833 durch den zuvor verbannten Berner Patrizier Karl von Rodt übernommen. In den Folgejahren gründete er in Thun, Steffisburg, Münsingen sowie im Emmental neue Versammlungen und nannte sie Freie Evangelische Gemeinden, weil sie vom Staat getrennt und unabhängig waren. Er pflegte auch Beziehungen zu ähnlichen Gemeinden in Genf, in der Waadt und im Kanton Neuenburg.
In Basel gründete Niklaus Bernoulli eine erste freie Gemeinde, und in St. Gallen war der Apotheker Stephan Schlatter (1805–1880) 1836 die Gründerfigur. Von dort aus wurden in Herisau, Speicher, Teufen und im sanktgallischen Rheintal Versammlungen eingeführt und gehalten. Evangelisten machten regelmässige Reisen bis in den Kanton Graubünden, um dort in Kirchen, Schulen und Privathäusern zu predigen. In den Kantonen Bern, Schaffhausen, Thurgau und Zürich wirkte der Evangelist und Erweckungsprediger Johannes Winzeler (1815–1863) in den Jahren 1838 bis 1849 als Prediger, Gemeindegründer und Gründer der Dorfgemeinschaft Storzeln.
Nach jahrelangen Vorgesprächen wurde auf Drängen Karl von Rodts ein erster Bund der Freien Evangelischen Gemeinden 1860 in Genf gegründet. Zu diesem relativ losen Bund gehörten zuerst Gemeinden aus Frankreich, Belgien, den Kantonen Neuenburg, Waadt, Genf und Bern. Später kamen noch Gemeinden aus Deutschland, Holland und Schlesien dazu. Um 1878 zerbrach dieser sprachlich und geographische Bund jedoch wieder. 1877 schlossen sich die Freien Evangelischen Gemeinden der Schweiz zu einem Bund zusammen. Nach einer langen Durststrecke wurde der Bund am 5. Juli 1910 in Winterthur durch 17 Gemeinden unter dem Namen Bund der Freien Evangelischen Gemeinden in der Schweiz neu gegründet. 1970 wurden 30 Gemeinden gezählt, 1980 deren 38, 1990 57, 2009 über 70 selbständige Gemeinden und im Jahresbericht 2015 ist von 82 Bundesgemeinden die Rede.

## Beziehungen
Zur FEG Schweiz gehört ein Sozialwerk, das Sonderschul- und Wohnheim Kinderheimat Tabor in Aeschi bei Spiez. Die FEG Schweiz war massgeblich am Aufbau des Bund Evangelischer Schweizer Jungscharen (BESJ) beteiligt und ist nach wie vor einer der wichtigsten Träger dieses Jugendverbands.
Viele Gemeinden sind Mitglied der lokalen Sektion der Evangelischen Allianz.
Da Evangelisation, Mission und interkulturelle Arbeit für die FEG wichtig sind, wird eine Partnerschaft mit der Schweizer Allianz Mission gepflegt.
Viele Pastoren, die in den lokalen Gemeinden arbeiten, wurden an der Staatsunabhängigen Theologischen Hochschule (STH Basel), am Theologischen Seminar St. Chrischona, am Seminar für biblische Theologie Beatenberg, am Institut für Gemeindebau und Weltmission und am International Seminary of Theology and Leadership (ISTL) ausgebildet.
Der Bund der Freien Evangelischen Gemeinden in der Schweiz ist Mitglied in der International Federation of Free Evangelical Churches (IFFEC), welche 1948 in Bern gegründet wurde, ihre Ursprünge jedoch auf das Jahr 1834 in Bern zurückführt. Um das Jahr 2020 gab es 34 Mitgliedbünde.